# Simon Kinberg
Simon Kinberg (Londra, 2 agosto 1973) è uno sceneggiatore, produttore cinematografico e regista statunitense, noto per il suo lavoro nella serie di film X-Men e come sceneggiatore e/o produttore di molti film di successo, come Mr. & Mrs. Smith, Sherlock Holmes ed Elysium.

## Biografia
Nato a Londra, ma cresciuto negli Stati Uniti, inizia la sua carriera firmando le sceneggiature di film come Mr. & Mrs. Smith e xXx 2: The Next Level. Dopo il successo del film Mr. & Mrs. Smith, con la coppia Brad Pitt e Angelina Jolie, Kinberg scrive l'episodio pilota per un adattamento televisivo per l'ABC, ma la serie non fu mai prodotta.
Nel 2006 inizia a lavorare per la serie cinematografica sugli X-Men, firmando X-Men - Conflitto finale assieme a Zak Penn. Nel 2008 torna a lavorare con Doug Liman, regista di Mr. & Mrs. Smith, in Jumper - Senza confini. Nel 2009 è tra gli sceneggiatori di Sherlock Holmes di Guy Ritchie, con Robert Downey Jr. e Jude Law.
Nel 2011 produce X-Men - L'inizio di Matthew Vaughn e scrive e produce la commedia d'azione Una spia non basta. La sua attività di produttore continua con La leggenda del cacciatore di vampiri e Elysium. Nel 2014 scrive e produce X-Men - Giorni di un futuro passato ed è creatore e produttore esecutivo della serie animata Star Wars Rebels.
Nel 2019 debutta alla regia con il film X-Men - Dark Phoenix, ultimo capitolo della saga degli X-Men. 

## Filmografia

### Sceneggiatore
- The Legacy – film TV, regia di Jim Gillespie (2002)
- xXx 2: The Next Level, regia di Lee Tamahori (2005)
- Mr. & Mrs. Smith, regia di Doug Liman (2005)
- X-Men - Conflitto finale (X-Men: The Last Stand) , regia di Brett Ratner (2006)
- Mr. & Mrs. Smith, regia di Doug Liman (2007) - episodio pilota
- Jumper - Senza confini (Jumper), regia di Doug Liman (2008)
- Sherlock Holmes, regia di Guy Ritchie (2009)
- Una spia non basta (This Means War), regia di McG (2012)
- Star Wars Rebels – serie TV (2014-2018)
- X-Men - Giorni di un futuro passato (X-Men: Days of Future Past), regia di Bryan Singer (2014)
- Fantastic 4 - I Fantastici Quattro (The Fantastic Four), regia di Josh Trank (2015)
- X-Men - Apocalisse (X-Men: Apocalypse), regia di Bryan Singer (2016)
- X-Men - Dark Phoenix (Dark Phoenix), regia di Simon Kinberg (2019)
- Secret Team 355 (The 355), regia di Simon Kinberg (2021)
- The Running Man, regia di Edgar Wright (2025)

### Produttore
- Mr. & Mrs. Smith, regia di Doug Liman (2007)
- Jumper - Senza confini (Jumper), regia di Doug Liman (2008)
- X-Men - L'inizio (X-Men: First Class), regia di Matthew Vaughn (2011)
- Una spia non basta (This Means War), regia di McG (2012)
- La leggenda del cacciatore di vampiri (Abraham Lincoln: Vampire Hunter), regia di Timur Bekmambetov (2012)
- Elysium, regia di Neill Blomkamp (2013)
- Star Wars Rebels – serie TV (2014-2018)
- X-Men - Giorni di un futuro passato (X-Men: Days of Future Past), regia di Bryan Singer (2014)
- Bastardi in divisa (Let's Be Cops), regia di Luke Greenfield (2014)
- Cenerentola (Cinderella), regia di Kenneth Branagh (2015)
- Humandroid (Chappie), regia di Neill Blomkamp (2015)
- Fantastic 4 - I Fantastici Quattro (The Fantastic Four), regia di Josh Trank (2015)
- Sopravvissuto - The Martian (The Martian), regia di Ridley Scott (2015)
- Deadpool, regia di Tim Miller (2016)
- X-Men - Apocalisse (X-Men: Apocalypse), regia di Bryan Singer (2016)
- Designated Survivor – serie TV (2016)
- Logan: The Wolverine (Logan), regia di James Mangold (2017)
- Legion – serie TV (2017) - produttore esecutivo
- The Gifted – serie TV (2017) - produttore esecutivo
- Assassinio sull'Orient Express (Murder on the Orient Express), regia di Kenneth Branagh (2017)
- Deadpool 2, regia di David Leitch (2018)
- X-Men - Dark Phoenix (Dark Phoenix), regia di Simon Kinberg (2019)
- The New Mutants, regia di Josh Boone (2020)
- Assassinio sul Nilo (Death on the Nile), regia di Kenneth Branagh (2022)
- Secret Team 355 (The 355), regia di Simon Kinberg (2022)
- Assassinio a Venezia (A Haunting in Venice), regia di Kenneth Branagh (2023)
- Lift, regia di F. Gary Gray (2024)
- The Running Man, regia di Edgar Wright (2025)

### Regista
- X-Men: Dark Phoenix (Dark Phoenix) (2019)
- Secret Team 355 (The 355) (2021)